# The Trap
The Trap (A Armadilha (título em Portugal) ) é um filme mudo norte-americano de 1922, do gênero drama, estrelado por Lon Chaney, dirigido por Robert Thornby e lançado pela Universal Pictures. O filme foi lançado no Reino Unido como Heart of a Wolf.
O filme é estrelado por Chaney como a personagem principal, Ala Hale como seu rival e Irene Rich como protagonista feminina. Chaney tinha também aparecido em um filme não relacionado de mesmo nome, em 1913.

## Sinopse
O filme apresenta um mineiro irritado que parte para se vingar de um homem que roubou sua mina.

## Elenco
- Lon Chaney ... Gaspard
- Alan Hale ... Benson
- Dagmar Godowsky ... Thalie
- Stanley Goethals ... O menino
- Irene Rich ... A professora
- Spottiswoode Aitken ... O Fator
- Herbert Standing ... O padre
- Frank Campeau ... O sargento da polícia

## Produção
Foi filmado no Parque Nacional de Yosemite, em Califórnia.

## Estado de conservação
Existem várias cópias do filme e está disponível em DVD.